# Ron van der Ende
Ron van der Ende (Delft, 2 juli 1965) is een Nederlands beeldhouwer die vanaf 2000 bas-reliëfs maakt van tot fineer gemaakt hout, dat wordt bevestigd met kleine spijkers. Van der Endes kunstwerken kenmerken zich door gebruik van perspectief, waardoor een ruimtelijk effect ontstaat en ze vanaf een afstand bezien realistisch overkomen. Favoriete onderwerpen van de kunstenaar komen onder andere uit het dagelijkse leven, zoals vervoermiddelen, machinerieën en gebouwen.

## Biografie
Ron van der Ende groeide op in Maasdijk in het Westland. Zijn vader werkte op een timmerfabriek en zo maakte Van der Ende kennis met het bewerken van hout. Hij volgde van 1984 tot 1988 zijn opleiding aan de Academie van Beeldende Kunsten en Technische Wetenschappen te Rotterdam (nu Willem de Kooning Academie). Aanvankelijk volgde van der Ende zijn opleiding in de schilderkunst, maar stapte later over op de beeldhouwkunst.

### Vroege jaren
In 1988 richtte Ron van der Ende met andere kunstenaars het collectief ExpoHenK op, dat tot 1998 bleef bestaan en exposities organiseerde in Nederland, Frankrijk, Groot-Brittannië en Duitsland. In 1990 won Ron van der Ende de WdKA Maaskantprijs onder andere met Wand/Installation 2, een installatie van zes houten objecten van dezelfde grootte dat hij in 1988 had vervaardigd. Een van de objecten was het middenstuk van een houten reddingsboot, dat hij met behulp van historische tekeningen had vervaardigd. Het gebruik van gewelfde vormen in zijn houten kunstwerken kwam ook terug in veel van zijn latere werken, zoals Hispano Suiza/Construction 1 (1988), een chassis van een Hispano Suiza-racewagen.
In 1996 en 1997 maakte Van de Ende een groot aantal houten modellen van sleep- en onderzeeboten nadat hij had besloten zich voortaan te beperken tot het gebruik van sloophout. Deze modellen werden al uitverkocht voor de eerste officiële opening van de expositie in Galerie Delta van Hans Sonnenberg te Rotterdam. In 2000 maakte hij Globe (Construction), zijn laatste kunstwerk voordat hij begon met het maken van bas-reliëfs.

### Bas-reliëfs
In 2000 kreeg Van der Ende het idee om bas-reliëfs te maken door stukjes fineer te bevestigen op houten basisconstructies. Hij doet dat met gebruikt hout waar meestal de oorspronkelijke verflaag nog op zit, zoals oude deuren en ander sloophout. Dit hout zaagt hij in dunne planken van drie millimeter dik en zaagt en schuurt ze verder op maat, zodat al de stukken als een mozaïek worden samengevoegd. De stukken hout zijn zodanig gevormd dat ze bijdragen aan het perspectief van het kunstwerk, het zogenaamde trompe-l'oeil-effect. Vervolgens worden ze op een houten frame bevestigd met roestvrijstalen kleine spijkers, die bovendien een tweede functie hebben. Zij dragen namelijk ook bij aan het creëren van het gezichtsbedrog van perspectief.
Ron van der Ende besloot om te starten met het bouwen van twaalf bas-reliëfs van personenwagens, die hij in 2000 en 2001 vervaardigde. Als voorbeeld gebruikte hij foto's die hij vond op het internet, waaronder afbeeldingen van autowrakken die door Amerikaanse autosloopbedrijven op hun websites worden geplaatst. Voor zijn latere bas-reliëfs liet Van der Ende zich ook inspireren door onderwerpen uit zijn omgeving in en rond Rotterdam. Een flatgebouw aan de Kievitslaan in Rotterdam stond bijvoorbeeld model voor zijn bas-reliëf Parkflat (2002), een sectie van het viaduct op het Kleinpolderplein voor Flyover (2002) en de Euromast voor twee bas-reliëfs, getiteld Euromast 1 en Euromast 2 (beide uit 2005).

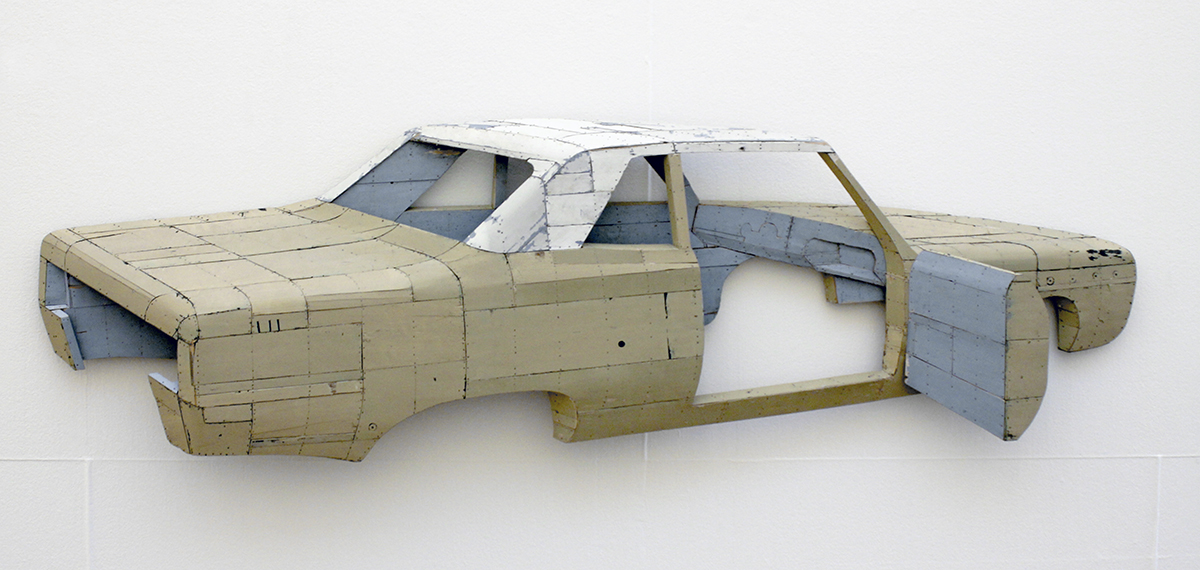
Chevelle 65 (2000)[2] Eerste bas-reliëf
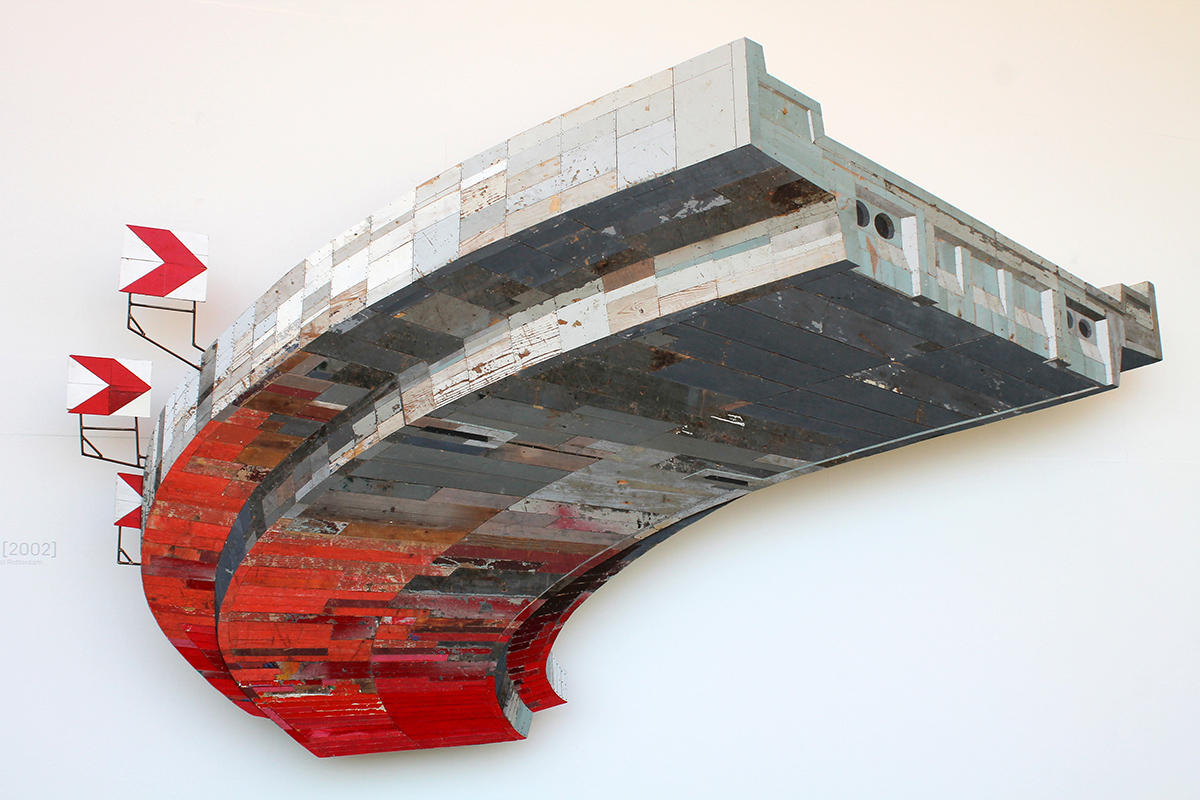
Fly Over (2002)
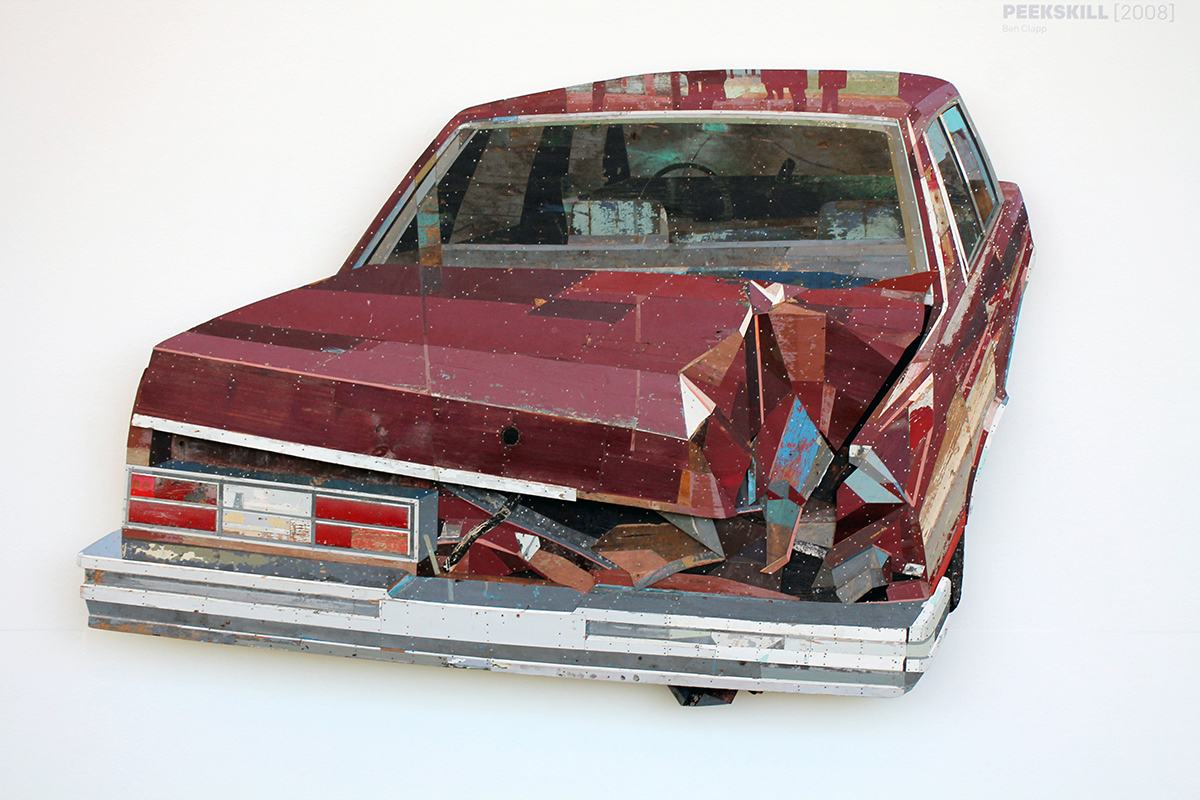
Peekskill (2008)
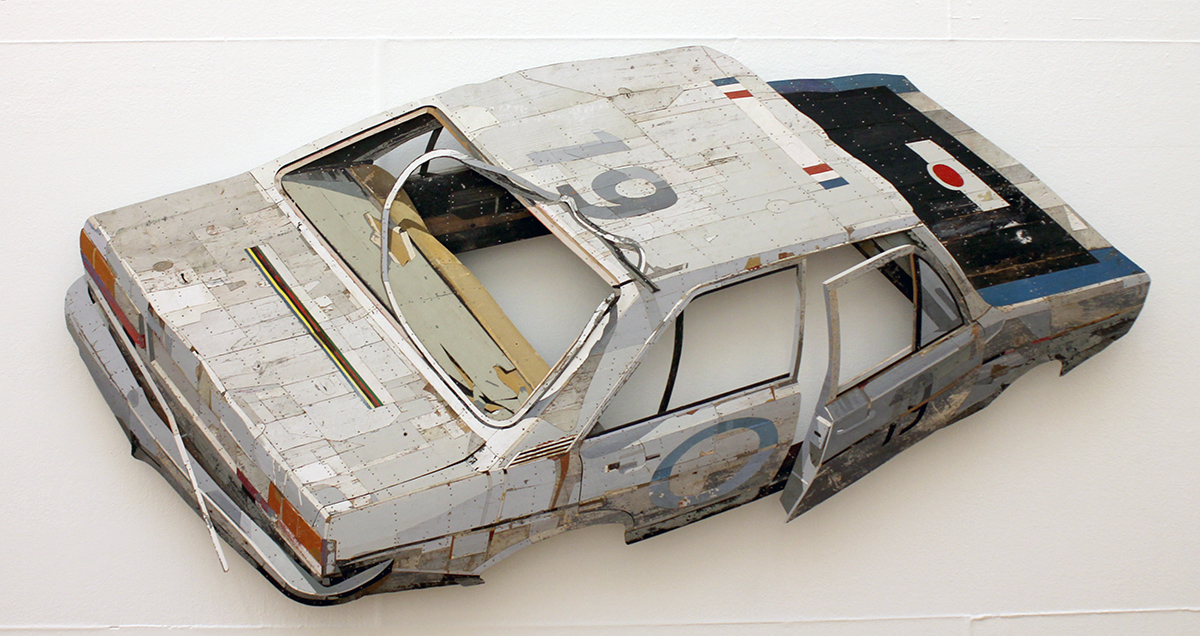
Voiture Balai (2010)
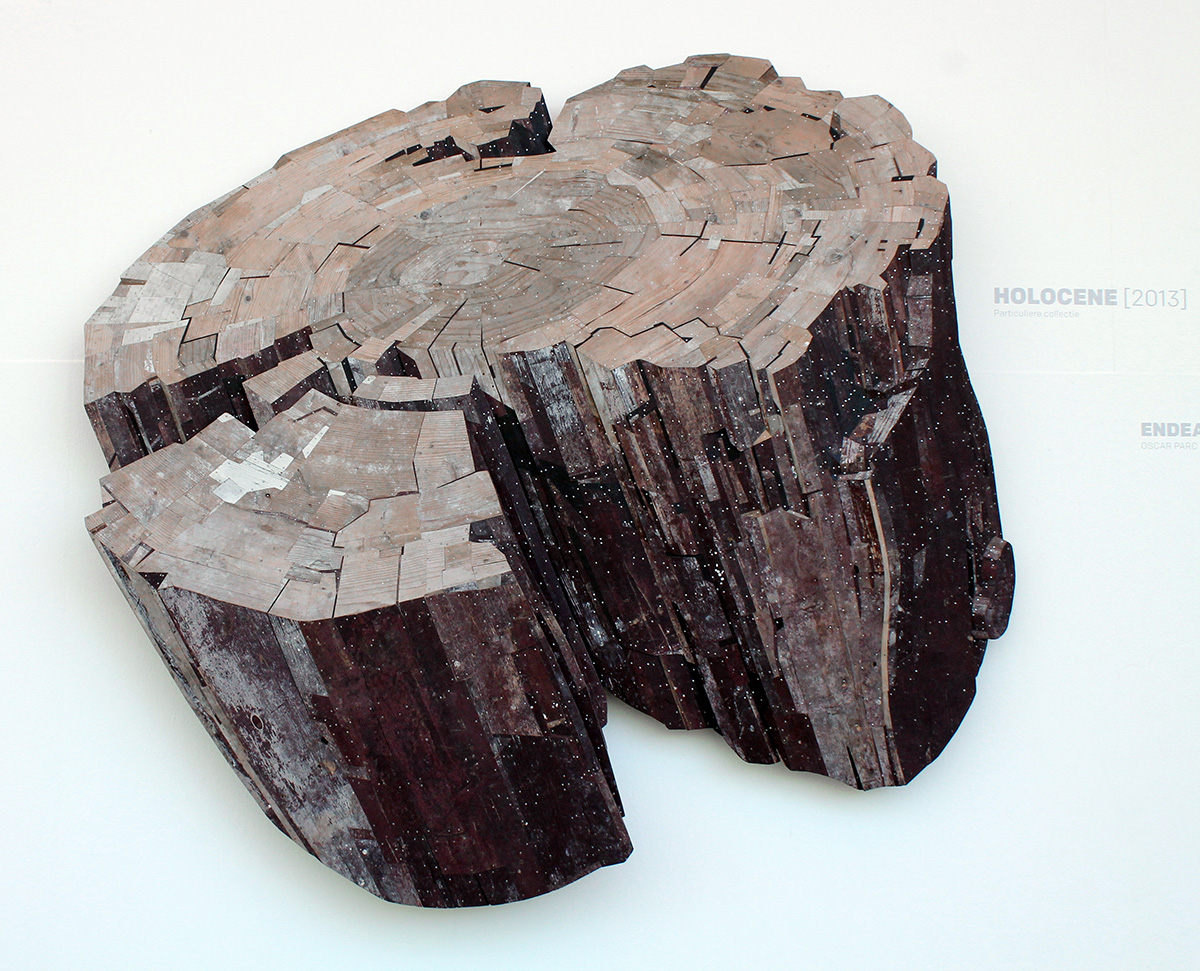
Holocene (2013)

De ruimtewedloop tussen de Verenigde Staten en Rusland, expedities naar de Noord- en Zuidpool en andere interessante gebeurtenissen vormden andere inspiratiebronnen voor Van der Endes kunstwerken. Zo is het ontwerp van zijn bas-reliëf Peekskill (2008) gebaseerd op een foto van de Peekskill meteorite car, een geparkeerde Chevrolet Malibu die in 1992 werd getroffen door de Peekskill-meteoriet. Weer andere inspiratiebronnen zijn meer alledaagse objecten, zoals cassettebandjes, speakers en speelgoed, en natuurproducten, zoals kristallen, een rib-eye steak en houtblokken. Ron van der Ende zegt over zijn eigen werk:

I take ‘stuff’, trash, out of normal daily life, and deconstruct and process those real objects into standardized, usable material; then I use that material to construct representations of - well - other ‘stuff’. It is a noisy and violent rebirth, a labor-intensive process towards slowly materializing a strong and faithful afterimage of specimen which, for some reason, I feel a need to ‘see’.
— Ron van der Ende

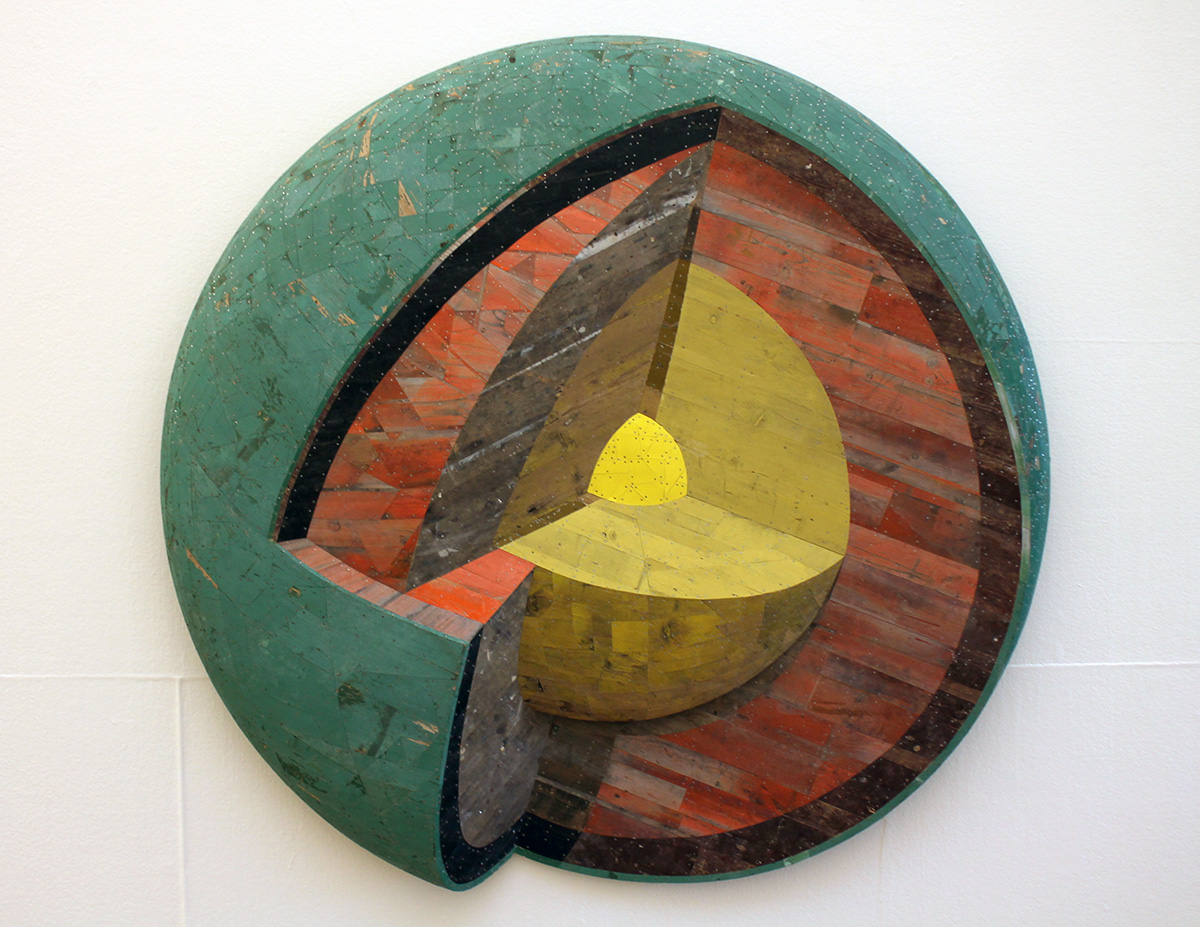
Bas-reliëf No. 100: Veneer Theory (2014),

In 2014 maakte Ron van der Ende zijn honderdste kunstwerk, getiteld Veneer Theory (fineertheorie). Deze term werd bedacht door de Nederlandse primatoloog Frans de Waal; hij gebruikte het in zijn kritiek op het concept dat de menselijke moraal slechts "een dun fineerlaagje is, die een zelfzuchtige en dierlijke natuur verbergt".

## Exposities
Van der Ende exposeert regelmatig in galeries in o.a. Rotterdam, Amsterdam, Seattle en Los Angeles, maar ook onder andere op kunstbeurzen in Amsterdam, Gent, Brussel, Keulen en Bazel en in Miami en New York.
In 2014 werd zijn werk getoond in de Kunsthal in Rotterdam in een tentoonstelling The Factory Set, waarbij 38 bas-reliëfs te zien waren.
- Gemeinsame Normdatei: 106622580X
- International Standard Name Identifier: 0000 0004 4959 7362
- Library of Congress Control Number: no2015062524
- Nederlandse Thesaurus van Auteursnamen: 396028071
- RKD-Nederlands Instituut voor Kunstgeschiedenis: 26233
- Union List of Artist Names: 500591029
- Virtual International Authority File: 313469809